# Koloniale Tentoonstelling (Marseille, 1922)

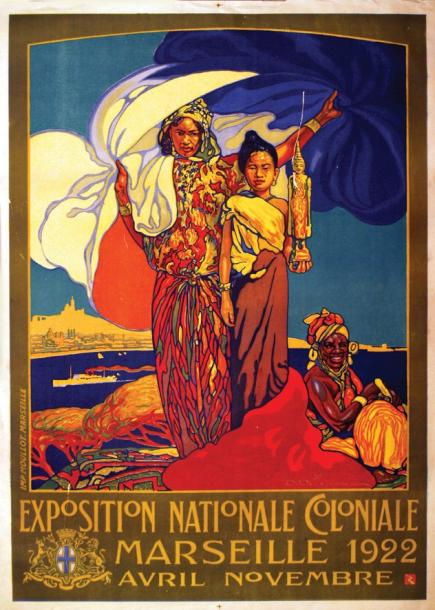
Affiche

De tweede Koloniale Tentoonstelling van Marseille (Frans: Exposition nationale coloniale Marseille) vond plaats tussen april en november 1922. Het was een nationale tentoonstelling waar de verschillende koloniën en overzeese gebieden van Frankrijk werden voorgesteld aan het publiek. Bijna drie miljoen mensen bezochten het 36 hectare grote tentoonstellingsterrein. De tentoonstelling had ook tot doel de handel tussen Frankrijk en zijn overzeese gebieden te bevorderen.

## Organisatie
Voor de tentoonstelling werd hetzelfde terrein gekozen als voor de eerdere Koloniale Tentoonstelling van Marseille van 1906. Het Parc Chanot was 36 hectare groot en lag ten oosten van het stadscentrum, tussen de Boulevard Rabatau en de Boulevard Michelet en twee industriële wijken. In 1906 was het terrein nog een kale vlakte dat ervoor dienst had gedaan als militair oefenveld. In 1922 was het intussen ingericht als park. De tentoonstelling werd georganiseerd door de stad Marseille, de Kamer van Koophandel en het departement Bouches-du-Rhône. Verantwoordelijk voor het algemene ontwerp waren architect Léonce Aloïs Muller en zijn assistent Étienne Bentz.
De tentoonstelling was aanvankelijk gepland voor 1916, tien jaar na de eerste koloniale tentoonstelling van Marseille. In 1913 werden de eerste voorbereidingen op het terrein getroffen. De eerste steen werd gelegd in aanwezigheid van president Poincaré op 12 oktober 1913. Maar door de Eerste Wereldoorlog werd de tentoonstelling afgelast en ging hij pas zes jaar later door. De tentoonstelling werd geopend op 16 april 1922. Op 7 mei bezocht president Millerand de tentoonstelling.

## Beschrijving
Het centrale paviljoen (Le grand Palais) was bijna 11.000 m² groot en bevatte een feestzaal, congreszalen en een deel van de tentoonstelling gewijd aan de Franse industrie. Doorheen het park stonden verschillende "paleizen", paviljoenen gewijd aan de verschillende gebieden van het Franse koloniale rijk. Elk paviljoen had een eigen tentoonstellingscommissaris die instond voor de inrichting van de tentoonstelling. De paviljoenen werden lokaal ontworpen en gebouwd. Maar de houten of metalen skeletbouw werden bekleed met materialen ingevoerd uit de betreffende kolonie. In vitrines en diorama's werden voorwerpen en kunst uit het gebied getoond. Er waren ook geschilderde panorama's en filmvoorstellingen. Bezoekers konden rondlopen in een Laotiaans dorp, een Vietnamese straat, een Algerijns paleis of een Marokkaanse soek.
Daarnaast werden de laatste ontwikkelingen in de Franse industrie (automobielindustrie, luchtvaart, navigatie) getoond. Ook was er een tentoonstelling van plaatselijke kunstenaars. Ten slotte was een deel van het terrein ingericht als attractiepark.
Om de koloniale handel te bevorderen werden tijdens de duur van de tentoonstelling 63 congressen georganiseerd rond thema's als koloniale organisatie, productie, voorzieningen, transport, openbare werken en gezondheidszorg.

## Galerij

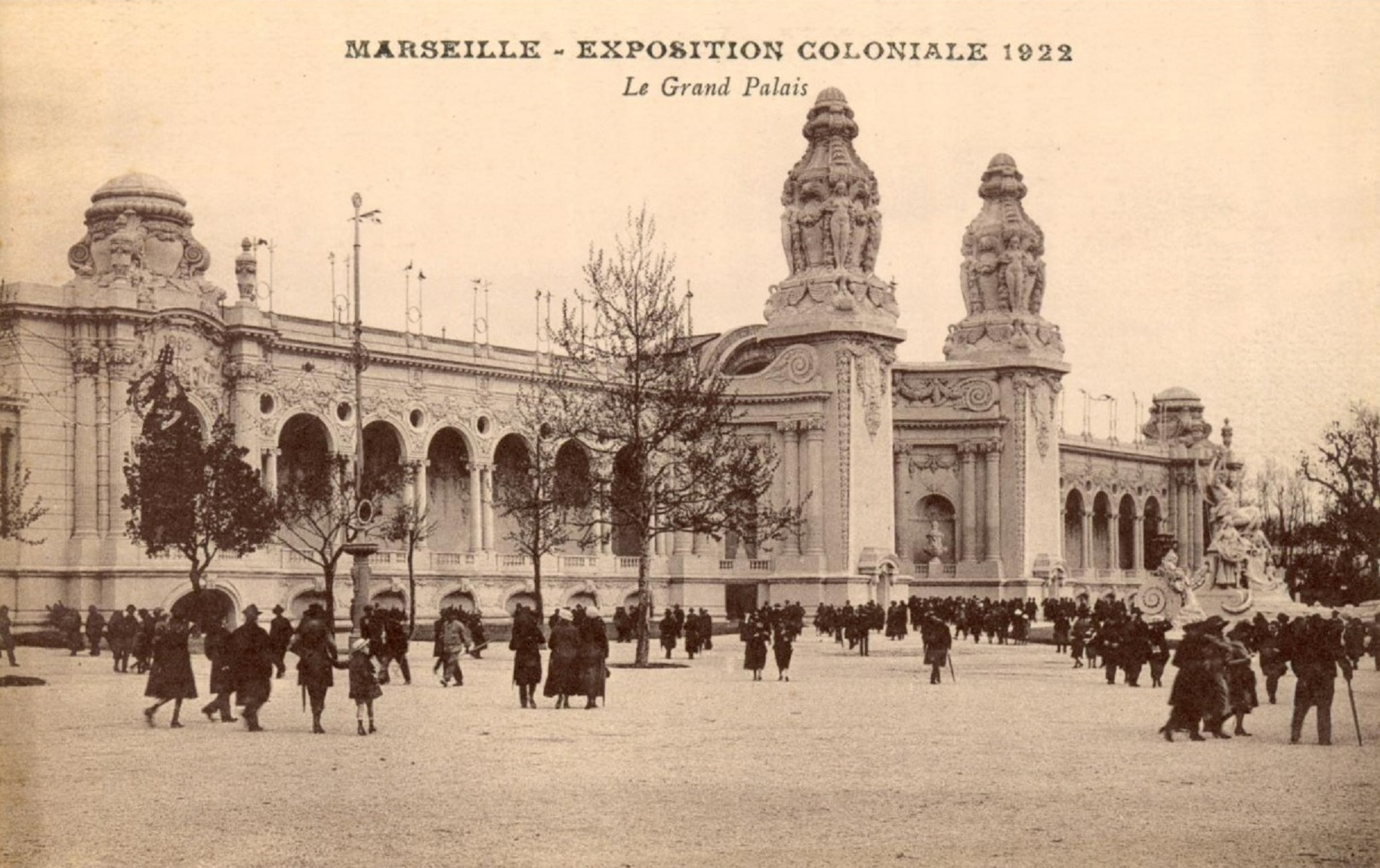
Le grand Palais
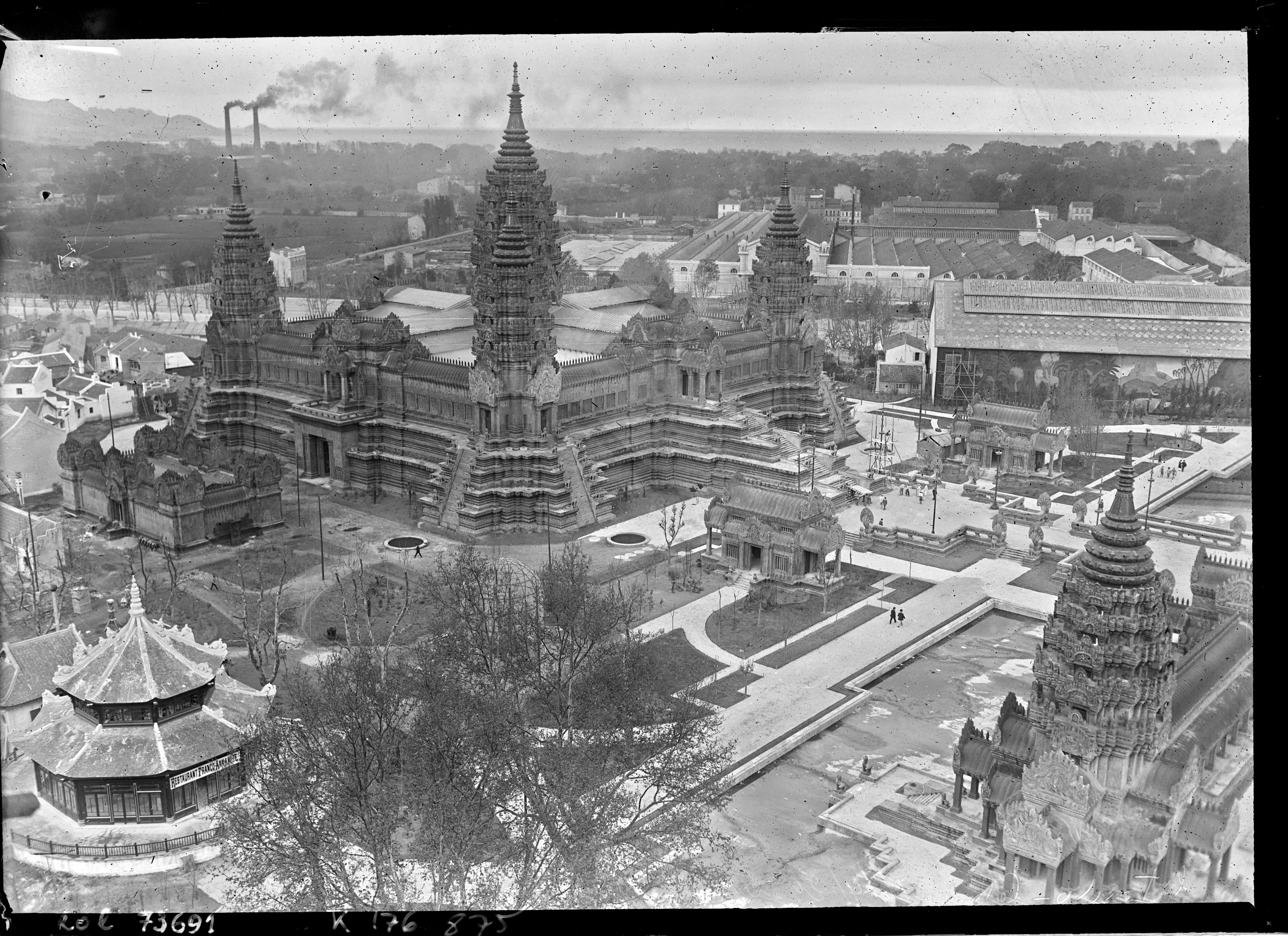
Indochina
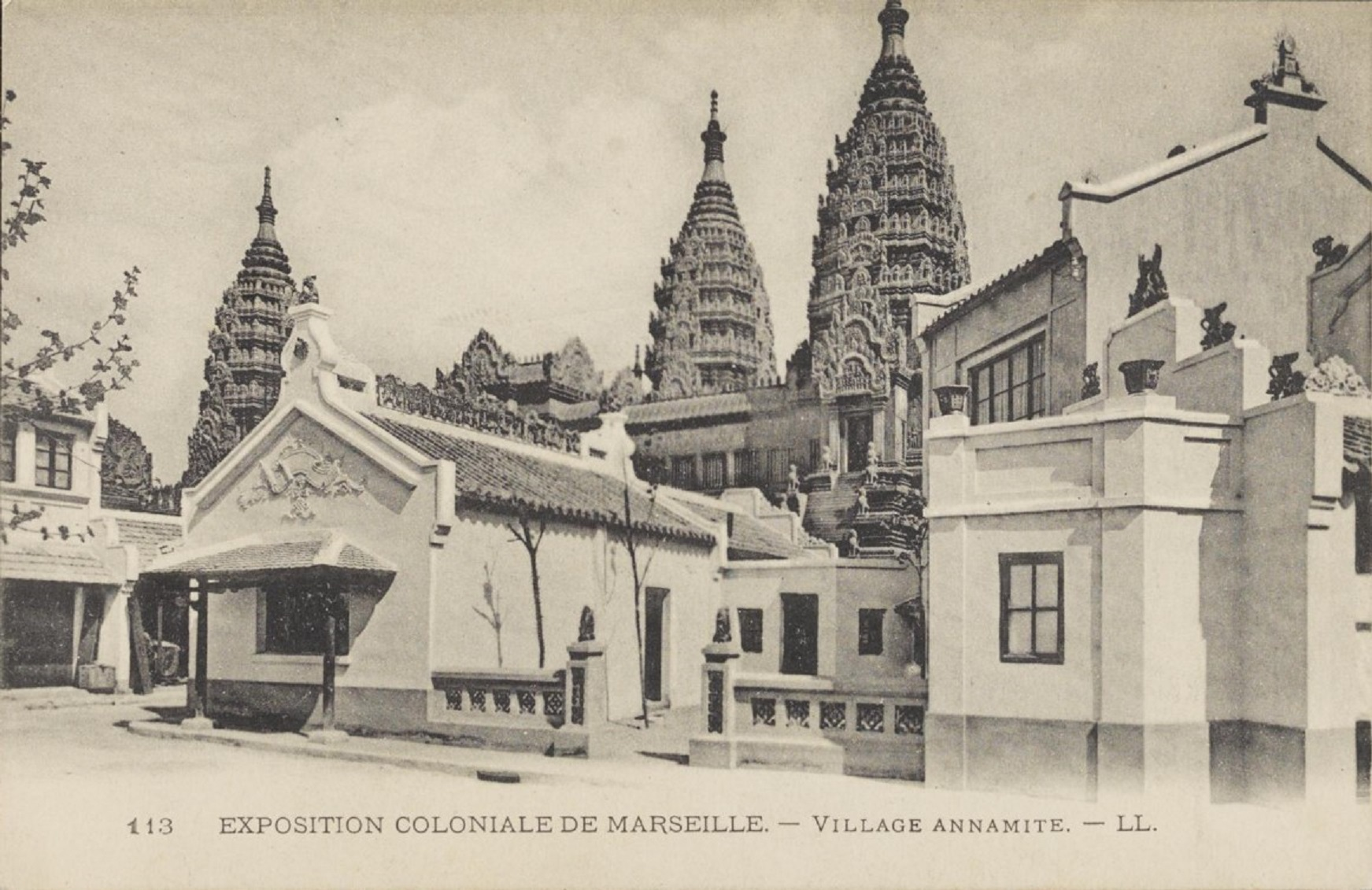
Annam (Viëtnam)
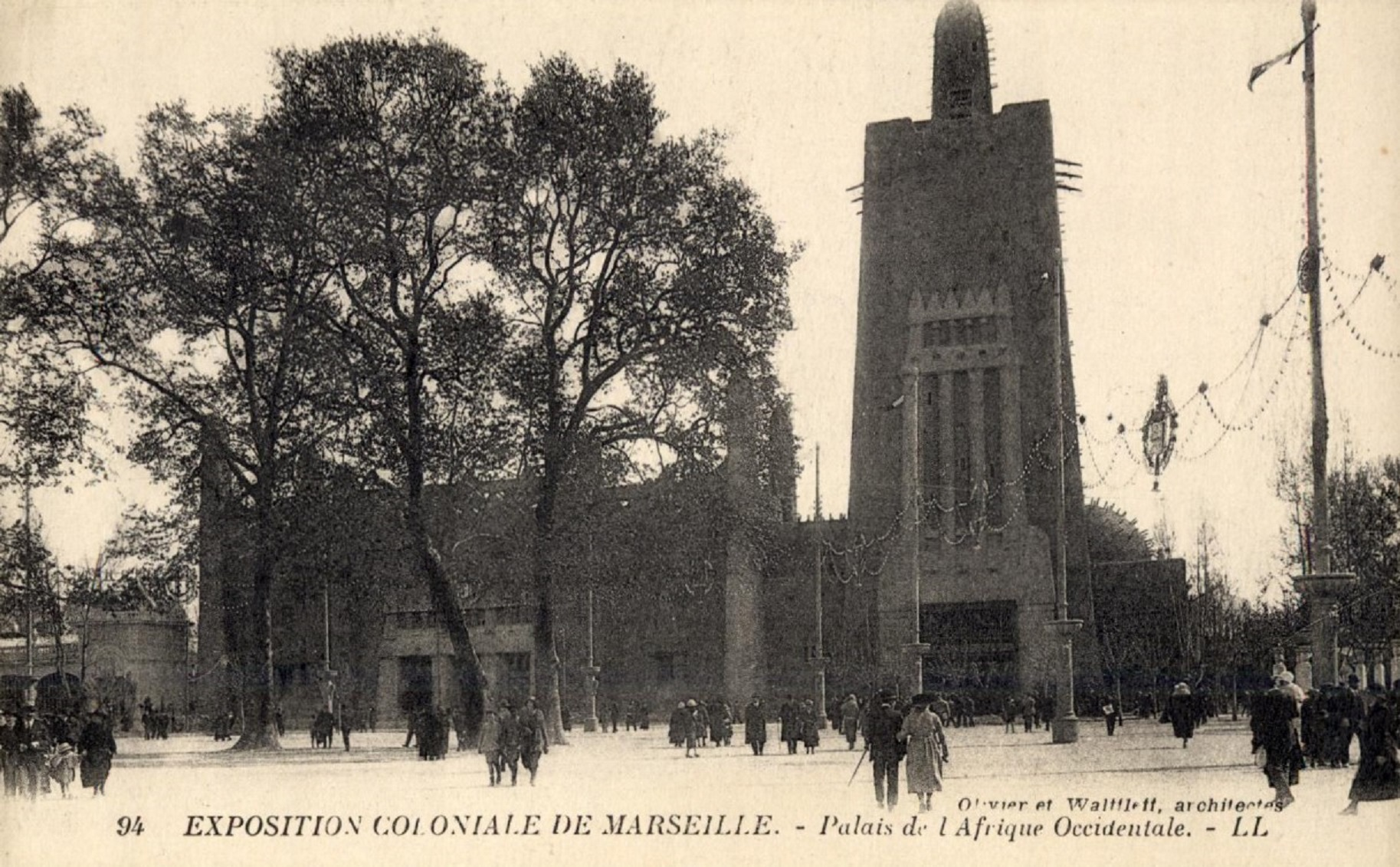
West-Afrika
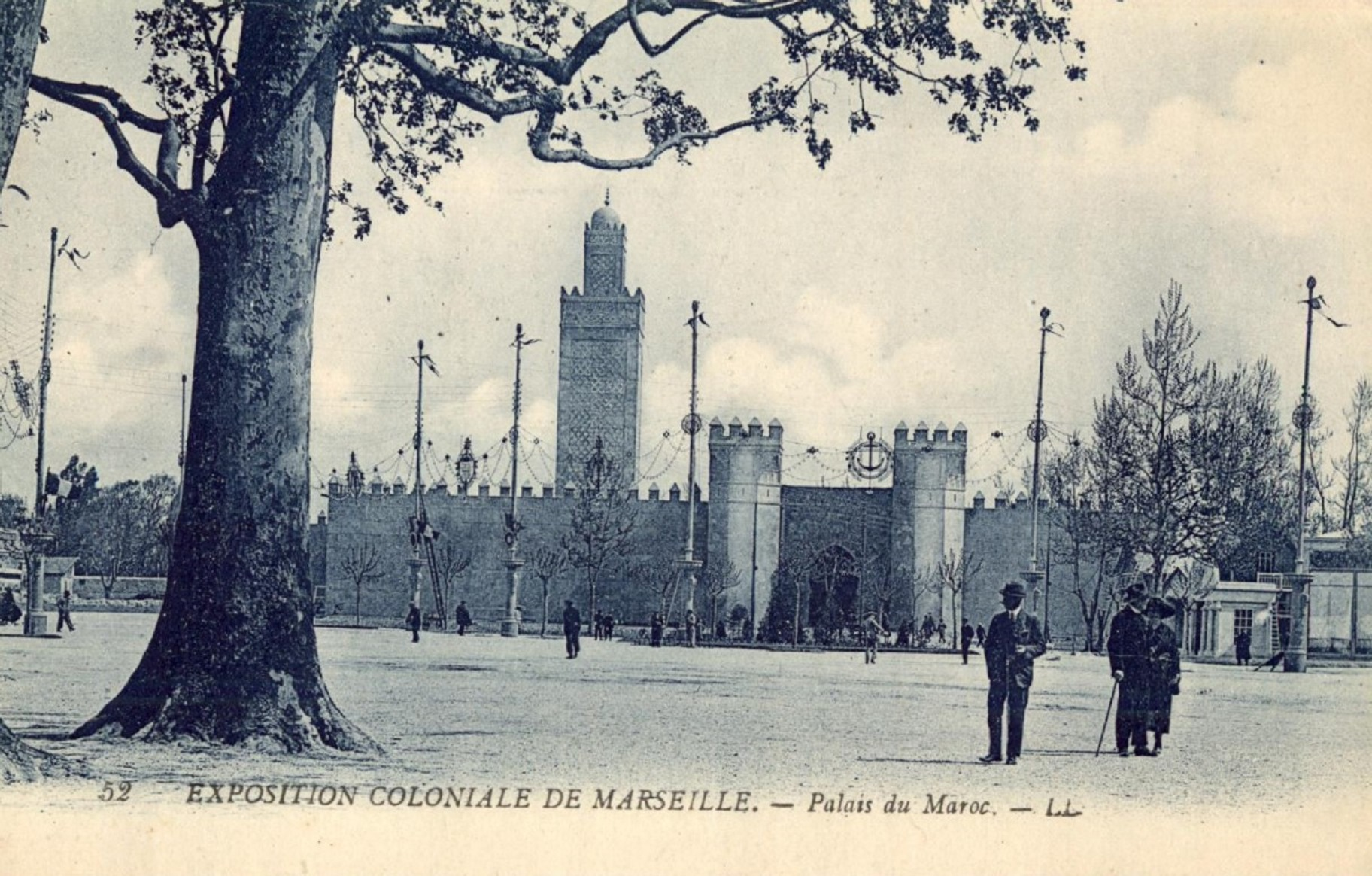
Marokko
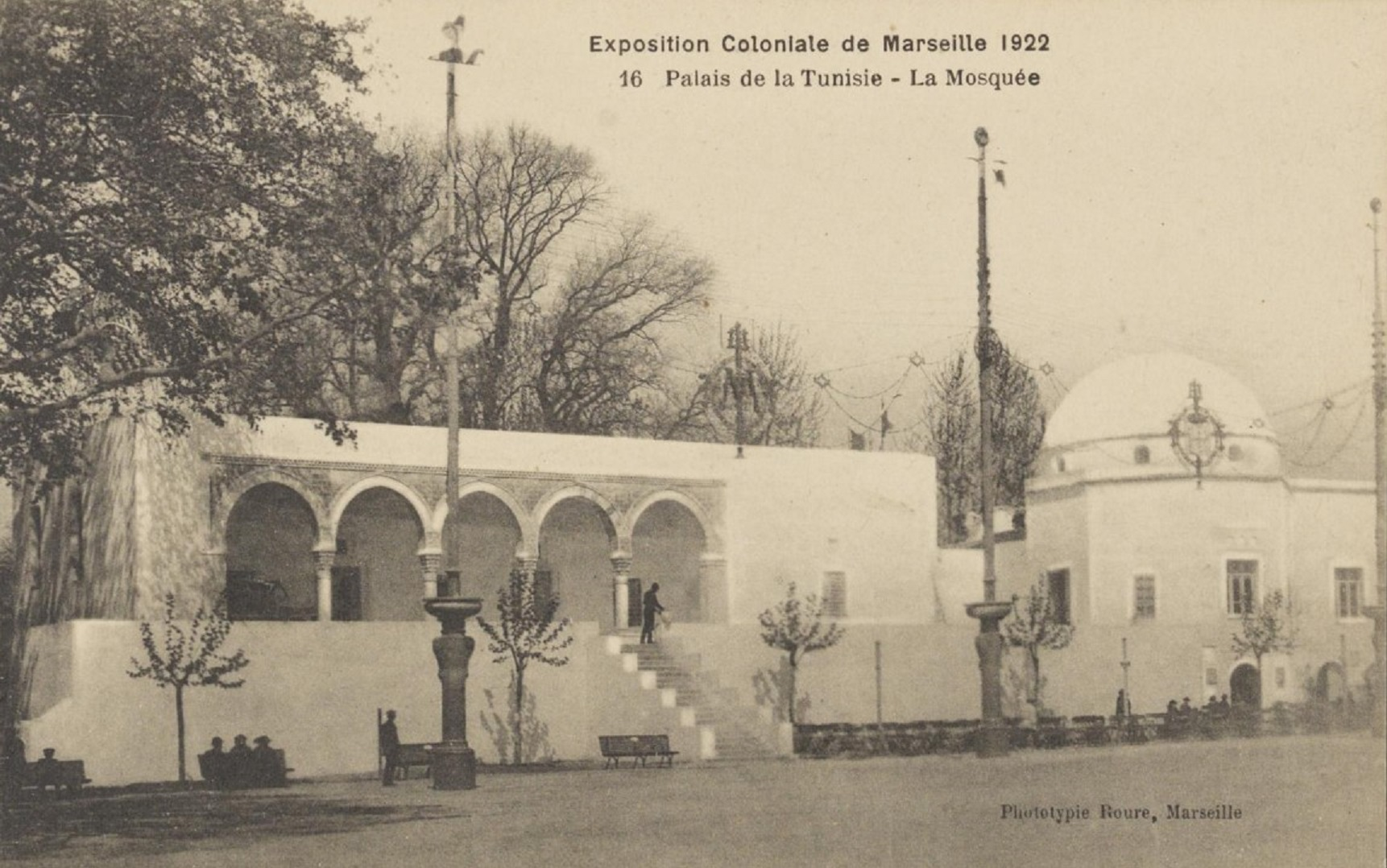
Tunesië